# Rue du Maréchal-Harispe
Pour les articles homonymes, voir Harispe.
La rue du Maréchal-Harispe est une voie du 7e arrondissement de Paris, en France.

## Situation et accès
La rue du Maréchal-Harispe est une voie publique située dans le 7e arrondissement de Paris. Elle débute au 26, avenue de La Bourdonnais et se termine allée Adrienne-Lecouvreur.

## Origine du nom

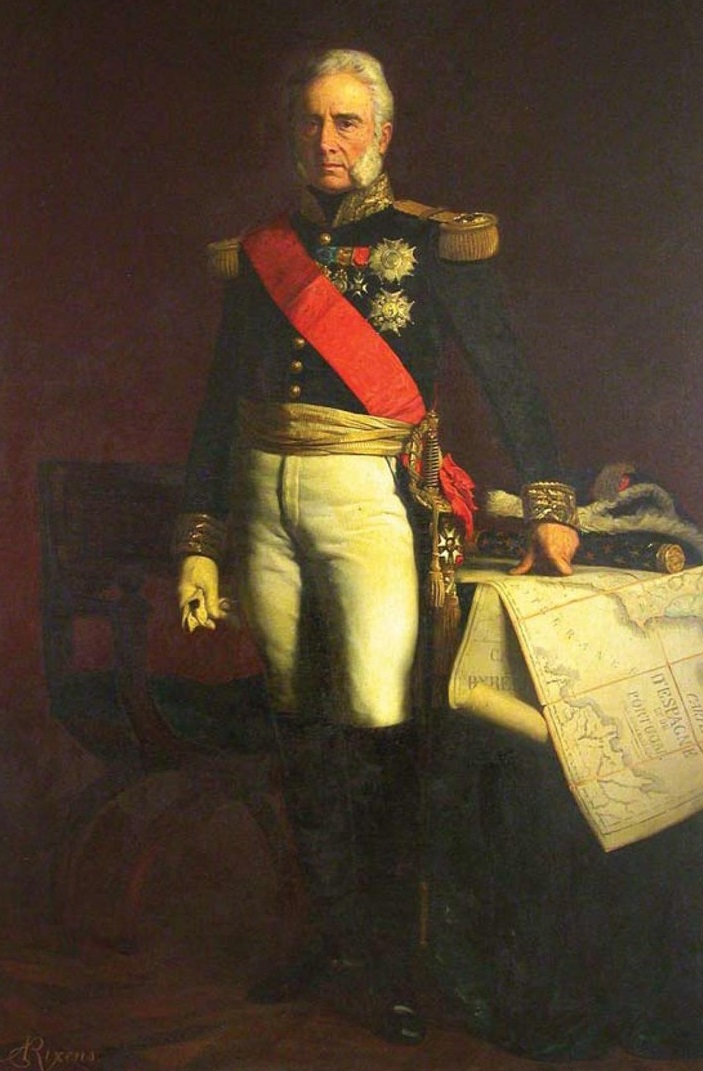
Jean Isidore Harispe.

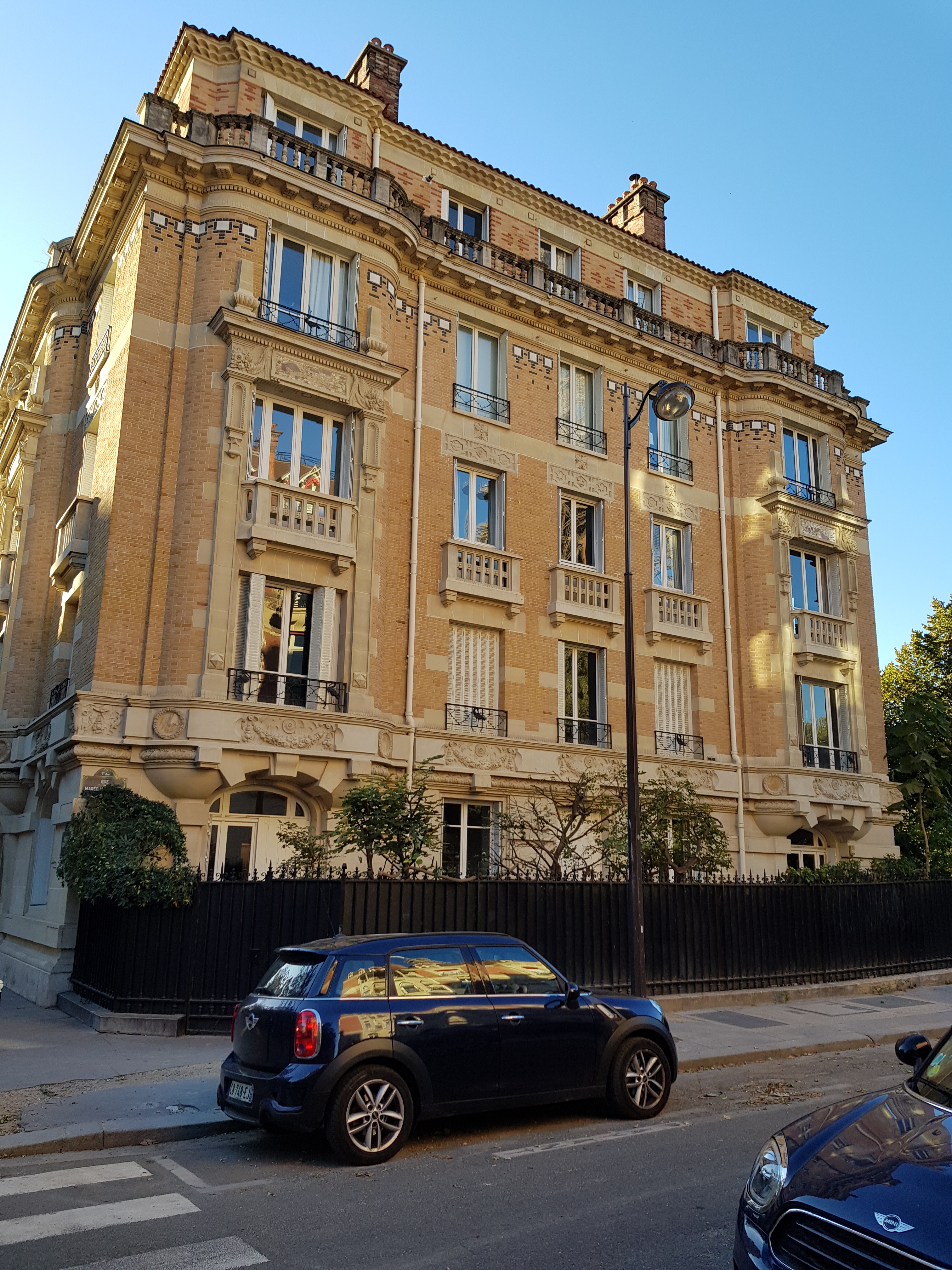
Immeuble à l'angle de la rue et de l'avenue Élisée-Reclus.

Elle porte le nom du maréchal de France Jean Isidore comte Harispe (1768-1855).

## Historique
Cette voie, ouverte par la Ville de Paris sur les terrains détachés du Champ-de-Mars en 1907, prend sa dénomination par un arrêté du 24 juin de la même année ; elle est classée dans la voirie parisienne par un décret du 4 février 1911.